# James Oliver Freedman
Pour les articles homonymes, voir Freedman.
James Oliver Freedman (21 septembre 1935 - 21 mars 2006) était le président du Dartmouth College aux États-Unis entre 1987 et 1998. Diplômé de Harvard et de la faculté de droit de Yale, il fut également le 6e président de l'université d'Iowa de 1982 à 1987.
À Dartmouth, il créa ou restaura de nombreuses filières tournées vers les cultures étrangères, les minorités ethniques aux États-Unis (Roth Center for Jewish Life) et l’environnement (Institute of Arctic Studies). Il réussit à faire appliquer la parité parmi les étudiants et à démarra le projet d’une bibliothèque moderne (Baker-Berry Library, 1998).